# Margherita Monnecchi
Margherita Monnecchi (Siena, 6 novembre 2001) è una calciatrice italiana, attaccante della Lazio.

## Carriera

### Club
Monnecchi cresce nelle giovanili del San Miniato, club di Siena, città dove nasce e cresce con la famiglia, facendo tutta la trafila delle giovanili fino ad arrivare alla formazione interamente femminile che disputa sia la Serie C regionale che il campionato Primavera, sempre per la regione Toscana. Al termine della stagione 2015-2016, con la maglia del Siena, vince la Coppa Toscana, la seconda in bacheca per il club toscano.
In seguito coglie l'opportunità di trasferirsi in un grande club, la Fiorentina, giocando con la sua formazione Primavera allenata da Sara Colzi e guadagnando la sua prima opportunità di essere schierata in prima squadra dall'allora tecnico Antonio Cincotta nel corso della stagione 2018-2019, e debuttando in Serie A il 13 aprile 2019, scendendo in campo da titolare in occasione della vittoria esterna per 2-0 sull'Orobica alla 21ª giornata di campionato per essere poi sostituita da Michela Catena al 68'.
Dopo un'altra stagione, dove Monnecchi è inserita in rosa sia con al Primavera che la squadra titolare, nella quale Cincotta la impiega in due occasioni, una in campionato e una in Coppa Italia, dalla stagione 2020-2021 inizia ad essere impiegata con continuità, maturando presenze in tutti i tornei disputati dalle Viola e debuttando in UEFA Women's Champions League in occasione della sconfitta esterna per 3-0 contro il Manchester City, all'andata degli ottavi di finale dell'edizione 2020-2021, rilevando Martina Zanoli al 77'.
L'11 agosto 2023 viene ceduta in prestito per una stagione, insieme a Sara Baldi, al Como, sempre in Serie A.
Il 19 luglio 2024 viene ceduta di nuovo in prestito, questa volta all'Eibar, nella massima divisione spagnola. Il 10 agosto seguente debutta e segna il suo primo gol con la formazione basca, aprendo le marcature nell'incontro di Euskal Herria Kopa con la Real Sociedad, poi perso 3-1. Il 7 settembre, invece, debutta in campionato, giocando da titolare e servendo un assist ad Ane Campos nell'incontro vinto per 2-0 con il Betis. Il 15 settembre, segna la sua prima rete nella stessa competizione, contribuendo al successo per 2-0 sul Valencia. Il 2 marzo 2025, segna il gol della bandiera della sua squadra nella sfida di campionato contro il Barcellona, persa per 8-1.
Tornata alla Fiorentina, il 15 luglio 2025 Monnecchi viene ceduta in prestito alla Lazio, di nuovo in Serie A, in uno scambio che porta il portiere Sara Cetinja al club toscano.

### Nazionale
Nel maggio del 2024, Monnecchi riceve la sua prima convocazione in nazionale maggiore dal CT Andrea Soncin, per uno stage in vista dei due incontri di qualificazioni agli Europei del 2025 contro la Norvegia.
Nel maggio del 2025, viene convocata per uno stage in vista degli incontri di UEFA Women's Nations League con Svezia e Galles; quindi, viene inclusa nella lista definitiva delle convocate.

## Statistiche

### Presenze e reti nei club
Statistiche aggiornate al 15 luglio 2025
| Stagione          | Squadra           | Campionato        | Campionato | Campionato | Coppe nazionali | Coppe nazionali | Coppe nazionali | Coppe internazionali | Coppe internazionali | Coppe internazionali | Altre coppe | Altre coppe | Altre coppe | Totale | Totale |
| Stagione          | Squadra           | Comp              | Pres       | Reti       | Comp            | Pres            | Reti            | Comp                 | Pres                 | Reti                 | Comp        | Pres        | Reti        | Pres   | Reti   |
| ----------------- | ----------------- | ----------------- | ---------- | ---------- | --------------- | --------------- | --------------- | -------------------- | -------------------- | -------------------- | ----------- | ----------- | ----------- | ------ | ------ |
| 2018-2019         | Fiorentina        | A                 | 1          | 0          | CI              | -               | -               | UWCL                 | -                    | -                    | SI          | -           | -           | 1      | 0      |
| 2019-2020         | Fiorentina        | A                 | 1          | 0          | CI              | 1               | 0               | UWCL                 | 0                    | 0                    | SI          | -           | -           | 2      | 0      |
| 2020-2021         | Fiorentina        | A                 | 12         | 0          | CI              | 3               | 0               | UWCL                 | 1                    | 0                    | SI          | 1           | 0           | 17     | 0      |
| 2021-2022         | Fiorentina        | A                 | 19         | 1          | CI              | 4               | 0               |                      | -                    | -                    |             | -           | -           | 23     | 1      |
| 2022-2023         | Fiorentina        | A                 | 19         | 0          | CI              | 4               | 1               | -                    | -                    | -                    | -           | -           | -           | 23     | 1      |
| Totale Fiorentina | Totale Fiorentina | Totale Fiorentina | 52         | 1          | -               | 12              | 1               | -                    | 1                    | 0                    | -           | 1           | 0           | 66     | 2      |
| 2023-2024         | Como              | A                 | 25         | 1          | CI              | -               | -               | -                    | -                    | -                    | -           | -           | -           | 25     | 1      |
| 2024-2025         | Eibar             | PD                | 26         | 2          | CR              | 1               | 0               | -                    | -                    | -                    | EHK         | 1           | 1           | 27     | 3      |
| 2025-2026         | Lazio             | A                 | 0          | 0          | CI              | 0               | 0               | -                    | -                    | -                    | AWC         | -           | -           | 0      | 0      |
| Totale carriera   | Totale carriera   | Totale carriera   | 103        | 4          | -               | 13              | 1               | -                    | 1                    | 0                    | -           | 2           | 1           | 119    | 6      |